# Спортска дворана Кинеског пољопривредног универзитета у Пекингу
40° 00′ 09″ N 116° 21′ 10″ E / 40.00250° С; 116.35278° И
Спортска дворана Кинеског пољопривредног универзитета у Пекингу, шире познат као China Agricultural University Gymnasium (поједностављен кинески језик: 中国农业大学体育馆; традиционални кинески језик: 中國農業大學體育館; пињин: Zhōngguó Nóngyè Dàxué Tǐyùguǎn) је затворена арена која се налази у кампусу Кинеског пољопривредног универзитета у Пекингу. Био је домаћин рвачких такмичења на Љетњим олимпијским играма 2008. Кров спортске дворане има степенаст дизајн попут звијезде.
Спортска дворана се простире на површини од 23.950 квадратних метара и има капацитет од 8.200 који је након догађаја смањен на 6.000. Такође је претворен у спортски комплекс за студенте Кинеског пољопривредног универзитета након Олимпијских игара. Изградња је почела у 28. јуна 2005. године и завршена је у јулу 2007. године.